# Achada Monte
Achada Monte ou Mangue de Sete Ribeiras  est une ville de l'île de Santiago au Cap-Vert.

## Description
Achada Monte est située dans la partie nord de l'île de Santiago et fait partie de la municipalité de São Miguel. 
Il est situé près de la côte orientale, à 8 km au nord-ouest de Calheta de São Miguel sur la route EN1-ST02 reliant Praia à Tarrafal par Pedra Badejo. 
La petite baie Mangue de Sete Ribeiras est située à l'est de la ville. 
La rivière Ribeira Principal coule à l'ouest du village.

## Population
Au recensement de 2010, la localité comptait 1 652 habitants.